# Académie des beaux-arts

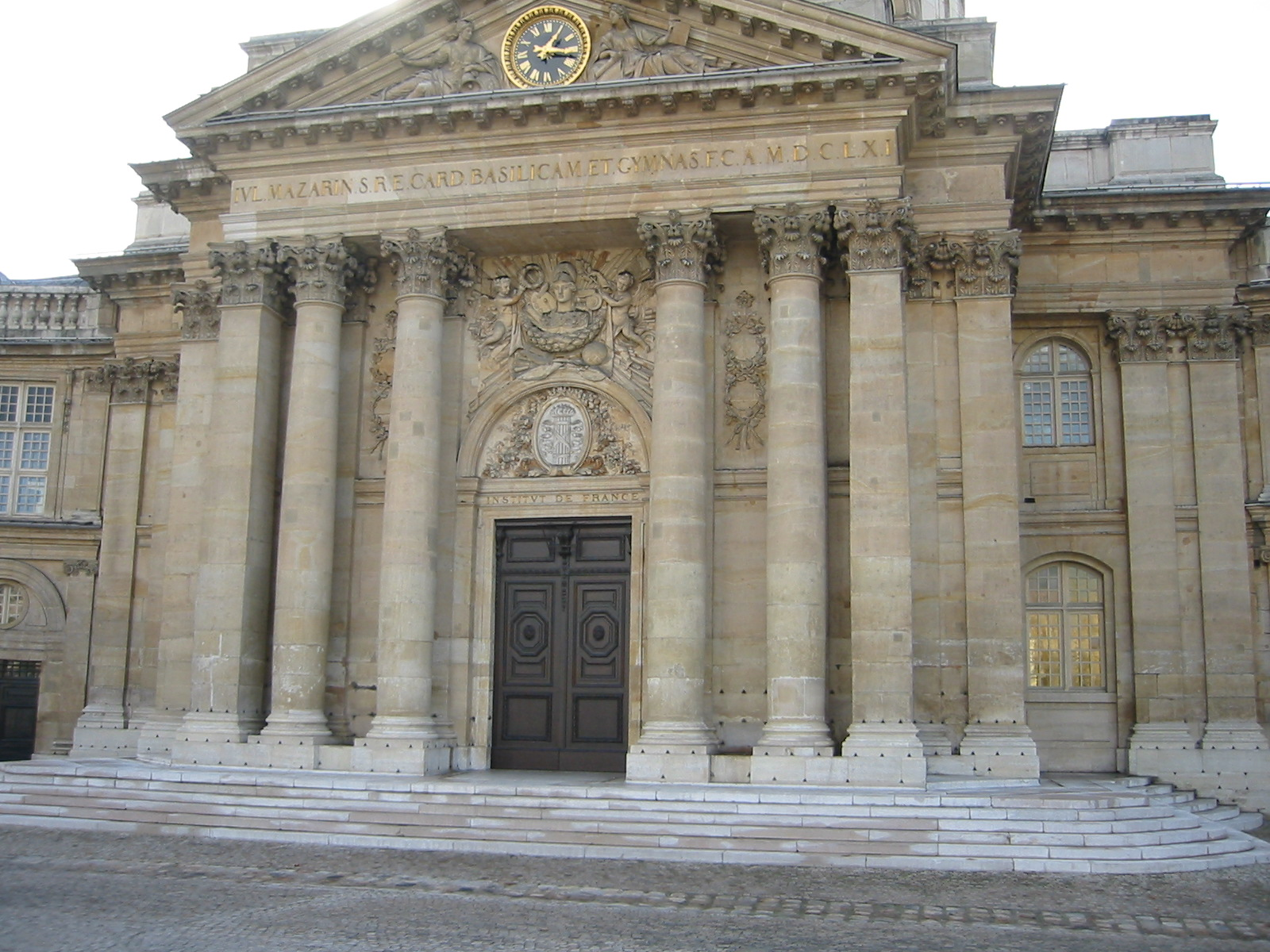
Institut de France

De Académie des beaux-arts is een van de vijf academies of genootschappen die samen het Institut de France vormen.
Zij werd in 1816 opgericht door het samenvoegen van de oudere Académie royale de peinture et de sculpture uit 1648, de Académie royale de musique uit 1669 en de Académie royale d'architecture uit 1671.
De Académie des beaux-arts bestaat tegenwoordig uit acht secties: schilderkunst, beeldhouwkunst, architectuur, grafiek, muziek, filmkunst, fotografie en studium generale.
De academie fungeert als jury voor de Prix de Rome en geeft sinds 1858 de Dictionnaire de l'academie des beaux-arts uit.
De academie verhuisde in 1805 vanuit het Louvre naar het er tegenover gelegen Collège des Quatre-Nations aan de Quai de Conti aan de Seine, waar zij nog heden gevestigd is. Het gebouw is ontworpen door Louis Le Vau en werd gebouwd van 1662 tot 1688.